# Равенна (провинция)
Равенна (итал. Provincia di Ravenna) — провинция в Италии у Адриатического моря, в регионе Эмилия-Романья.
Столица — город Равенна. Провинция занимает площадь 1859,44 км ², а общая численность её населения 389 235 (31.05.2019).  Граничит на севере с провинцией Феррара, на западе с провинцией Болонья, на юге с Тосканой (провинция Флоренция) и с провинцией Форли-Чезена, на востоке с Адриатическим морем.

## История
Первоначально Равенна была населена италийскими племенами из северных регионов и завоевана Римской Республикой в 191 году до нашей эры. Около Классе был построен порт, а в Равенне был основан Адриатический флот. В 402 году н.э. Равенна стала столицей Западной Римской империи, которой оставалась до её краха и падения Рима в 476 году. После этого Равенну контролировали предводители варваров Одоакр, а затем Теодорих Великий, пока она не была завоевана Византийской империей в 540 г.; византийцы объявили, что это их Экзархат.
Равенна продолжает находиться под византийским правлением до вторжения лангобардов в 751 году, затем она была аннексирована королем франков Пипином Коротким. В 756 или 757 году Пипин Короткий передает Равенну под власть папства, и она управляется Святым Престолом до тех пор, пока в 12 веке ей не была предоставлена независимость. Папство снова получает контроль в 1278 году, и Равенна возглавляется папскими наместниками до вторжения Венеции в 1441 г. В 1512 г. около Равенны происходит Война Камбрейской лиги, в которой папские войска были побеждены, однако французские войска почти полностью истреблены и изгнаны из Италии. Равенна оставется под властью Святого Престола, пока становится частью Королевства Италии.
В 1884 году коммуны Кастель-дель-Рио, Фонтанеличе и Борго-Тоссиньяно отходят к провинции Болонья.
В 1921 году восстания в Равенне вызвали быстрое наступление фашистского движения в регионе. Здания, принадлежащие республиканцам и социалистам, были изъяты или сожжены Итало Бальбо, а 29 июля он и его люди двинулись по провинциям Равенна и Форли, сжигая все штаб-квартиры социалистической организации в ночь террора, позже названной "столб огня". Это было ключевым моментом в наступлении фашизма в северной Италии.

## География
Почва Равенны большей частью ровная и плодородная, только местами болотистая. Вдоль берегов провинции тянутся дюны, немного покрытые лесом. Несколько болот осушены и превращены в пахотные поля.
Равенна является одной из девяти провинций в регионе Эмилия-Романья на северо-востоке Италии. Она находится на востоке региона и граничит с Адриатическим морем. На севере граничит с провинцией Феррара, на западе — с провинцией Болонья, на юге — с провинцией Форли-Чезена. Столица провинции — город Равенна, который расположен в нескольких милях от суши и связан с Адриатическим морем Каналом Каньяно. Это судоходный канал, выкопанный в 18 веке и являющийся неотъемлемой частью системы портов.

## Население
Динамика численности населения:

## Климат
Внутри Равенны климат благоприятнее, нежели в прибрежных пунктах, где он сырой и нездоровый. В провинции произрастают пшеница, маис, рис, бобовые, картофель, пенька, виноград, маслины, каштаны, а также южные фрукты.
Климат провинции, как правило, к югу континентальный во внутренних районах, а вдоль побережья есть морское влияние, хотя и относительное, но с высоким уровнем относительной влажности.
Средняя температура года в Пунта-Марина-Терме составляет 13,4 °C. Самый теплый месяц в среднем — июль со средней температурой 23,2 °C. Самый прохладный месяц в среднем — январь, со средней температурой 2,8 °C.

## Культура
Самым актуальным аспектом местной культуры является город Равенна, где найдены византийские мозаики.
Стоит отметить город Фаэнца, где находится музей керамики. Особый интерес представляют также неоклассические здания, такие как Villa Rotonda dei Laderchi, по дороге в Бризигеллу.

### Музеи
Провинция Равенна богата музеями, большинство из которых включены в музейную систему провинции Равенна, основанную в 1997 году с целью сохранения культурного наследия провинции.

## Административное деление
Провинция состоит из 18 муниципалитетов:
| Муниципалитет      |
| ------------------ |
| Равенна            |
| Альфонсине         |
| Баньякавалло       |
| Баньяра-ди-Романья |
| Бризигелла         |
| Касола-Вальсенио   |
| Кастель-Болоньезе  |
| Конселиче          |
| Котиньола          |

| Муниципалитет            |
| ------------------------ |
| Луго                     |
| Масса-Ломбарда           |
| Риоло-Терме              |
| Русси                    |
| Сант-Агата-суль-Сантерно |
| Солароло                 |
| Фаэнца                   |
| Фузиньяно                |
| Червия                   |

### Самые густонаселенные муниципалитеты
| №  | Муниципалитет     | Население |
| -- | ----------------- | --------- |
| 1  | Равенна           | 159.052   |
| 2  | Фаэнца            | 58.549    |
| 3  | Луго              | 32.403    |
| 4  | Червия            | 28.940    |
| 5  | Баньякавалло      | 16.737    |
| 6  | Русси             | 12.205    |
| 7  | Альфонсине        | 12.113    |
| 8  | Масса-Ломбарда    | 10.638    |
| 9  | Конселиче         | 9.878     |
| 10 | Кастель-Болоньезе | 9.573     |

## Союзы муниципалитетов
- Союз муниципалитетов региона Нижняя Романья, куда входят Альфонсине, Баньякавалло, Баньяра-ди-Романья, Конселиче, Котиньола, Фузиньяно, Луго (административный штаб союза), Масса-Ломбарда, Сант-Агата-суль-Сантерно;
- Союз муниципалитетов Романья Фаэнца, куда входят Бризигелла, Касола-Вальсенио, Кастель-Болоньезе, Фаэнца (административный штаб союза), Риоло-Терме и Солароло.